# Вињ Лонг (град)
Вињ Лонг (виј. Vĩnh Long) је град у Вијетнаму у покрајини Вињ Лонг. Према резултатима пописа 2009. у граду је живело 147.039 становника.